# Kaká
Ricardo Izecson dos Santos Leite (født 22. april 1982 i Brasília) bedre kendt som Kaká, er en brasiliansk tidligere fodboldspiller, der spillede for klubber som italienske A.C. Milan, Real Madrid og São Paulo FC samt på Brasiliens fodboldlandshold. Han spillede på den offensive midtbane og blev i 2007 valgt som årets fodboldspiller (FIFA) og UEFA Club Footballer of the Year samt modtog Ballon d'Or samme år.

## Biografi
Kakás forældre hedder Bosco Izecson Pereira Leite og Simone Cristina dos Santos Leite. Han har også en lillebror, som hedder Rodrigo (Digão), som spiller fodbold i Italien og er begyndt at træne med AC Milan.
I september 2000 var Kaká ude for et uheld i en af São Paulos swimmingpools. Kaká beskadigede sin rygsøjle med fare for, at han ville blive lam resten af sit liv. I dagene efter tog han tilbage for at træne i klubben, men da han blev sendt på hospitalet, fik han at vide at han havde brækket nakken ved sjette nakkehvirvel, og højest sandsynligt aldrig ville kunne spille fodbold igen uden nakkestøtte. Kaká lå på hospitalet i lang tid. Mens han var der, skrev han en liste, over de ting han gerne ville nå i sit liv og bad til Gud om at de måtte gå i opfyldelse. På listen stod der, bl.a. at han ville nå at spille på landsholdet, spille i en europæisk klub og spille Champions League.
Kaká blev mirakuløst rask, og mindre end et år efter fik han sin debut for São Paulo FC i en meget vigtig finale mod Torneio Rio. Kaká blev skiftet ind i anden halvleg. Han scorede to mål og blev matchvinder. Han siger at grunden til hans succes var, at han bad til Gud, da han lå på hospitalet.

## Karriere
I 2000, da han stadig ikke havde fået sin debut, var det planen at Kaká skulle sælges til Gaziantepspor fra den tyrkiske 1. division. Men det blev ikke til noget, fordi de skulle give $1,5 millioner for ham. Den sæson scorede han 12 mål i 27 kampe, og i den følgende sæson scorede han 10 mål i 22 kampe.
I 2003 kom AC Milan på banen og var parat til at købe Kaká. Klubben havde lige vundet Champions League, og det var ingen penge for Silvio Berlusconi, at købe ham for $8,5 millioner (47.300.000 kr.) Kun en måned efter at han var blevet præsenteret i klubben, var Kaká allerede fast mand på holdet, og havde slået spillere som Rui Costa og Rivaldo af pladsen på den offensive midtbane.
Kakás debut i Serie A var i en kamp imod AC Ancona som Milan vandt 2-0. I hans første sæson i Milan (03-04), scorede han 10 mål i 30 kampe. Milan vandt det italienske mesterskab (”Scudetto”) og den ”Europæiske Super Cup”.
I sæsonen 2004-05 sluttede Milan på andenpladsen i ligaen, lige bag Juventus. Man tabte også Champions League-finalen til Liverpool, i straffesparkskonkurrencen. Kaká scorede 7 mål i 36 kampe. Han var nomineret til sæsonens bedste midtbanespiller i CL-turneringen.
I sæsonen 2005-06 scorede Kaká sit første hattrick i en officiel kamp mod Chievo Verona, og igen i Champions League gruppespillet mod RSC Anderlecht, hvor Milan vandt 4-1.
I sæsonen 2006-07 endte Milan på en fjerdeplads, men vandt Champions League over Liverpool FC, som to år forinden havde præsteret comebacket fra bagud 0-3 til at vinde kampen. På vejen frem mod finalen i Athen, slog Milan både: Celtic, Bayern München og Manchester United ud.
I den første kamp mod United scorede Kaká to mål, men man tabte alligevel kampen 3-2. Efter denne kamp sagde Sir Alex Ferguson: ”Kaká er en af de to bedste fodboldspillere, den anden er Cristiano Ronaldo”. I returkampen på San Siro scorede Kaká det første mål, og Milan endte med at vinde kampen med overbevisende 3-0. Finalen i Champions League 2007 var en gentagelse af finalen i 2005, men med det omvendte udfald. AC Milan vandt uden synderlig dramatik 2-1, hvor Kaká lagde op til Inzaghis andet mål. En måned forinden siger en række eksperter fra "Gazzetta dello Sport", at Kaká er verdens bedste fodboldspiller.
Samme år (2007) blev Kaká da også kåret til Champions League 2007's bedste spiller og modtog Ballon d'Or-prisen. I januar 2009 modtog AC Milan et rekordhøjt tilbud på Kaká, og Manchester City var klar til at springe transferrekorden og tilbød AC Milan rundt regnet 1 milliard kroner for Kaká. Kaká takkede dog nej til tilbuddet, med begrundelsen, at han ikke kunne se sig selv spille i England.
I starten af juni 2009 opstod der rygter om, at den tilbagevendte Real Madrid præsident, Florentino Perez var stærkt interesseret i at hente Kaká til Madrid. Den 8. juni 2009 blev det officielt. Kaká skrev under på en 6-årig aftale med Real Madrid, og overgangssummen lød på 560 millioner kroner, og dermed over en halv milliard danske kroner.
Den 30. juni 2009 blev Kaká præsenteret på Estadio Santiago Bernabéu efter forinden at have overstået det obligatoriske lægetjek. Kaká præsenteres med trøjenummer 8, foran 50.000 Madridistas.

### Brasiliens landshold
Kaká fik sin Seleção debut i januar 2002 mod Bolivia. Han var også med til at vinde VM i 2002, selvom han dog kun spillede 20 minutter i en af de første runder mod Costa Rica. I finalen mod Tyskland var det tæt på at Kaká kom på banen, men det skete ikke.
I 2003 var Kaká anfører ved ”Guld Cup Turneringen”.
Den 29. juni 2005 scorede han i 4-1 kampen mod Argentina. Det var i 2005 Confederations Cup finalen, med et hårdt skud i øverste højre hjørne. Han endte på en 10. plads for "Verdens Bedste Fodboldspiller", og året efter var han rykket to pladser op til nummer 8 i 2006.
Til VM 2006 scorede Kaká Brasiliens første mål, mod Kroatien den endte 1-0, og Kaká blev dermed "matchvinder". Selve Brasiliens landshold spiller dårligt ved slutrunden, og Kaká var en af de eneste, som spillede op til forventning.
Den 3. september, 2006 scorede Kaká et af sin tids bedste mål, mod Argentina. Der var hjørne i Brasiliens ende, og den bliver sparket ud. Kaká piller den sikkert fra Lionel Messi, løber ¾ af fodboldbanen inden han skyder bolden sikkert ind i Argentinas mål.

## Privatliv
Kaká er katolik. Og han bar en ”I Belong To Jesus” T-shirt til store begivenheder som Champions League, Scudetto'en i 2004, VM i 2002 og Confederations Cup i 2005.
Den 23. december 2005 blev Kaká gift, med den dengang 18-årige Caroline Celico, i en katolsk kirke, i São Paulo. Hun er født den 26. juli 1987. Hendes forældre hedder Rosangela Lyra, direktøren af Dior i Brasilien og Celso Celico, som er tømrer. Caroline og Ricardo mødtes i 2001, da var hun student, og han spillede for São Paulo FC. Til brylluppet var der 600 gæster deriblandt fodboldspillerne Cafu, Ronaldo, Adriano, Dida, Júlio Baptista og den daværende brasilianske landstræner Carlos Alberto Parreira. Caroline er nu på et universitet i Milano, hvor hun studerer forretning.
Kaká er medlem af Atletas de Cristo (”Atleter af kristendommen”). Og han fejrer alle sine mål med at sende fingerkys mod himlen, som tak for hans kunnen. Hans favorit bog er Biblen. Hvert år giver Kaká masser af penge til de fattige børn i Afrika, det har han gjort siden starten af hans professionelle karriere.
Kaká har stået model for bl.a. Adidas, Armani og Dolce & Gabbana.
Kakás fætter Eduardo Delani Santos Leite spiller for Viborg FF. De to fætres fædre er brødre og deres mødre er søstre.

### Kælenavnet
Hans kælenavn staves med en apostrof over andet a. Det er en slags forkortelse af ”Ricardo”, fordi hans lillebror ikke kunne udtale ”Ricardo”, da de var små. Rodrigo kaldte ham derfor for ”Caca”, som senere blev omdannet til ”Kaká”. Ricardo bliver ofte kaldt for ”Ricky Kaká” i tv.